# 喬宗啓
喬宗啓（？—1609年），字裕甫，號养恬，山东兖州府东阿县人，明朝政治人物。

## 生平
性孝友，博经史，以理学闻于世。万历二十五年（1597年）舉丁酉科山东乡试第四十七名，萬曆三十二年（1604年）登甲辰科进士，初授汝州知州，丁内艱，廬墓三年。三十五年起補華州，政尚廉平，華人感戴，皆頌曰清白吏，三十七年八月卒于官。

## 家族
父喬學詩，方伯；宗启为长子。